# 孔特里松
孔特里松（法語：Contrisson，法語發音：[kɔ̃tʁisɔ̃]）是法国默兹省的一个市镇，位于该省西南部，属于巴勒迪克区。

## 地理
孔特里松（48°48'10"N, 4°57'20"E）面积11.82 平方千米，位于法国大東部大區默兹省，该省份为法国西北部内陆省份，北与比利时接壤，西接马恩省和阿登省，南至上马恩省和孚日省，东临默尔特-摩泽尔省。
与孔特里松接壤的市镇（或旧市镇、城区）包括：塞迈兹莱班、昂代尔奈、莫涅维尔、奥尔南河畔朗库尔、勒梅讷库尔、奥尔南河畔勒维尼、瓦桑库尔。

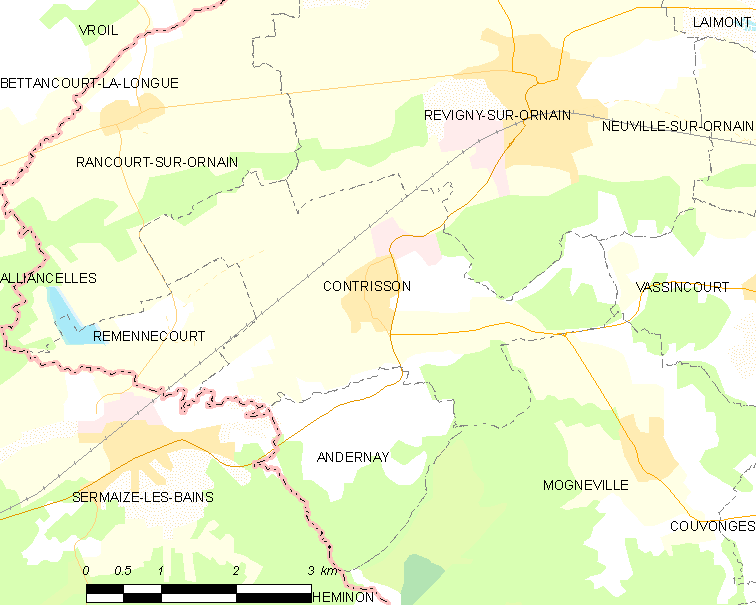
孔特里松的OSM定位图

孔特里松的时区为UTC+01:00、UTC+02:00（夏令时）。

## 行政
孔特里松的邮政编码为55800，INSEE市镇编码为55125。

## 政治
孔特里松所属的省级选区为奥尔南河畔勒维尼县。

## 人口

1962-2008年间孔特里松人口变化图示

孔特里松于2022年1月1日时的人口数量为773人。